# Michael Ranseder
Michael Ranseder (Antiesenhofen, 7 aprile 1986) è un pilota motociclistico austriaco, campione tedesco IDM della Classe 125 nel 2004.

## Carriera
La sua carriera è iniziata nel motocross, per passare alle gare di velocità nel 2002. Nel 2003 partecipa all'Europeo classe 125 classificandosi venticinquesimo in campionato; dopo aver conseguito buoni risultati nel campionato nazionale tedesco, ha ottenuto le wild card per debuttare nei Gran Premi del motomondiale a bordo di una KTM, con la prima presenza registrata nel 2004 in occasione del GP della Repubblica Ceca e la seconda nel GP della Comunità Valenciana. Nel 2004 inoltre vince il Gran Premio dell'Hungaroring nella classe 125 del campionato europeo. Dopo le due partecipazioni del 2004, anche nel 2005 si è presentato al via in quattro occasioni (Catalogna, Olanda, Germania e Repubblica Ceca), sempre come wild card, ottenendo 12 punti. Nella stessa stagione ha preso parte, come pilota wild card senza punti, alla gara inaugurale a Vallelunga nel campionato Italiano 125 GP dove, in sella ad una KTM 125 FRR, ha ottenuto la pole position ritirandosi in gara. Sempre nel 2005 conquista due vittorie nell'europeo classe 125 classificandosi settimo.
Nel 2006 ha corso la sua prima stagione completa nella classe 125, con il numero 9, nel team Red Bull KTM Junior con Stefan Bradl quale compagno di squadra, senza ottenere punti. In questa stagione è costretto a saltare il GP di Germania per infortunio. L'anno seguente ha cambiato casa, passando a guidare la Derbi del team Ajo Motorsport, con compagno di squadra Robert Mureșan. Al termine della stagione si è classificato al 12º posto assoluto dopo aver conquistato 73 punti ed essere arrivato otto volte tra i primi dieci (settimo posto in Cina quale miglior risultato).
Un nuovo cambio di moto, pur senza cambiare classe, nel 2008, corso con l'Aprilia dell'I.C. Team. In occasione del Gran Premio di Cina, oltre a eguagliare il settimo posto della stagione precedente, ottiene il giro più veloce della gara. Rimane nelle stessa squadra, che passa a motociclette Haojue, anche nel 2009 fino al ritiro della casa cinese dalle competizioni; a quel punto il pilota austriaco ha firmato un contratto con il team CBC Corse guidando nuovamente un'Aprilia fino al termine della stagione. Nel 2008 ha avuto come compagni di squadra Andrea Iannone e Takaaki Nakagami e ha terminato la stagione al 23º posto con 22 punti, ottenendo un settimo posto in Cina come miglior risultato; in questa stagione è stato costretto a saltare gli ultimi tre GP per infortunio. Nel 2009 ha avuto Matthew Hoyle come compagno di squadra alla Haojue, mentre quando è passato a guidare, dal GP di Germania, l'Aprilia del team CBC Corse ha avuto come compagni di squadra Luca Vitali e Luca Marconi; ottiene come miglior risultato un undicesimo posto in San Marino e terminando la stagione al 25º posto con nove punti.
Nel 2010 corre in sella ad una Yamaha YZF-R6 nel campionato tedesco Supersport. Nello stesso anno corre nella classe Moto2 del motomondiale a Indianapolis, nel team Vector Kiefer Racing con una Suter MMX in sostituzione di Vladimir Leonov, prendendone definitivamente il posto dal GP successivo, quello di San Marino. In questa stagione è costretto a saltare il GP d'Aragona per infortunio. Ottiene quattro punti. Dall'annata successiva gareggia nel campionato tedesco Superbike.

## Risultati nel motomondiale
| 2004 | Classe | Moto |  |  |  |  |  |  |  |  |  |    |  |  |  |  |  |    |  |  | Punti | Pos. |
| ---- | ------ | ---- |  |  |  |  |  |  |  |  |  | -- |  |  |  |  |  | -- |  |  | ----- | ---- |
| 2004 | 125    | KTM  |  |  |  |  |  |  |  |  |  | 16 |  |  |  |  |  | 18 |  |  | 0     |      |

| 2005 | Classe | Moto |  |  |  |  |  |    |    |    |  |    |     |  |  |  |  |  |  |  | Punti | Pos. |
| ---- | ------ | ---- |  |  |  |  |  | -- | -- | -- |  | -- | --- |  |  |  |  |  |  |  | ----- | ---- |
| 2005 | 125    | KTM  |  |  |  |  |  | 12 | 12 | NE |  | 12 | Rit |  |  |  |  |  |  |  | 12    | 25º  |

| 2006 | Classe | Moto |    |     |    |    |    |     |     |    |    |     |    |    |    |    |    |     |    |  | Punti | Pos. |
| ---- | ------ | ---- | -- | --- | -- | -- | -- | --- | --- | -- | -- | --- | -- | -- | -- | -- | -- | --- | -- |  | ----- | ---- |
| 2006 | 125    | KTM  | 20 | Rit | 26 | 33 | 16 | Rit | Rit | 22 | 18 | Inf | NE | 18 | 20 | 20 | 23 | Rit | 24 |  | 0     |      |

| 2007 | Classe | Moto  |    |   |    |   |    |    |    |    |   |    |    |   |    |     |   |    |     |    | Punti | Pos. |
| ---- | ------ | ----- | -- | - | -- | - | -- | -- | -- | -- | - | -- | -- | - | -- | --- | - | -- | --- | -- | ----- | ---- |
| 2007 | 125    | Derbi | 13 | 9 | 12 | 7 | 14 | 11 | 10 | 20 | 9 | 10 | NE | 8 | 10 | Rit | 9 | 22 | Rit | 13 | 73    | 12º  |

| 2008 | Classe | Moto    |    |    |    |   |     |    |    |    |    |     |    |    |    |     |     |     |     |     | Punti | Pos. |
| ---- | ------ | ------- | -- | -- | -- | - | --- | -- | -- | -- | -- | --- | -- | -- | -- | --- | --- | --- | --- | --- | ----- | ---- |
| 2008 | 125    | Aprilia | 15 | 16 | 14 | 7 | Rit | 15 | 17 | 12 | 14 | Rit | NE | 21 | 13 | Rit | Rit | Inf | Inf | Inf | 22    | 23º  |

| 2009 | Classe | Moto             |     |    |    |    |  |  |  |    |     |     |    |    |    |     |    |    |     |  | Punti | Pos. |
| ---- | ------ | ---------------- | --- | -- | -- | -- |  |  |  | -- | --- | --- | -- | -- | -- | --- | -- | -- | --- |  | ----- | ---- |
| 2009 | 125    | Haojue e Aprilia | Rit | NP | NP | NQ |  |  |  | NE | Rit | Rit | 20 | 16 | 11 | Rit | 20 | 12 | Rit |  | 9     | 25º  |

| 2010 | Classe | Moto  |  |  |  |  |  |  |  |  |    |  |    |    |     |    |    |     |     |    | Punti | Pos. |
| ---- | ------ | ----- |  |  |  |  |  |  |  |  | -- |  | -- | -- | --- | -- | -- | --- | --- | -- | ----- | ---- |
| 2010 | Moto2  | Suter |  |  |  |  |  |  |  |  | NE |  | NP | 14 | Inf | 20 | 14 | Rit | Rit | 20 | 4     | 35º  |

| Legenda | 1º posto        | 2º posto            | 3º posto            | A punti      | Senza punti        | Grassetto – Pole position Corsivo – Giro più veloce |
| Legenda | Gara non valida | Non qual./Non part. | Ritirato/Non class. | Squalificato | '-' Dato non disp. | Grassetto – Pole position Corsivo – Giro più veloce |